# Літки (Коростенський район)
Лі́тки — село в Лугинській селищній громаді, у Коростенському районі Житомирської області,Україна. Населення становить 699 осіб.

## Географія
Розташоване за 5 км на південь від районного центру та за 3 км на схід від залізничної станції Лугини. Через село проходить автомагістраль Київ-Брест. Сільській раді підпорядковане с. Великий Ліс.
Селом протікає річка Літки, права притока Глухової.

## Історія
Село вперше згадується в 1597 р. у документі Волинської палати цивільного суду «Дело о поискиваемом Киевским Святопустынним монастирем имения, принадлежавшего Овручскому базилианскому монастырю». Згідно з ним, ченці Київського Святомиколаївського Пустельного монастиря придбали у шляхтича Андрія Ларіоновича Острів Літківський. Відтак у цій місцевості виникли села Літки, Радогоща, Охотівка, Остапи, утворивши єдиний маєток, відомий з історичних документів як Літківський ключ. Через 70 років після Андрусівського перемир'я (січень 1667 р.) цей маєток відійшов до Речі Посполитої і перейшов у власність овруцького архімандрита, а з 1693 р. став власністю Овруцького василіянського греко-католицького монастиря. Після польського повстання 1831 р. проти Російської імперії Літківський маєток було конфісковано у Овруцького василіянського греко-католицького монастиря. У 1845 р. Літківський ключ було передано до відання Палати державного майна, і відтоді він став казенним (державним) маєтком. Як свідчить інвентарний опис 1844 р., Літківський маєток складався з двох фільварків — Літківського і Охотівського, у яких налічувалося 811 «ревізьких душ».
Тут діяли дві винокурні, два водяних млини, поташний завод, корчми. У 1844 р. у селі мешкало 23 сім'ї, які відробляли трудову повинність у місцевій економії. На початок 1910 р. налічувалося 560 жителів; у 1946 р. — 799; у 1970 р. — 1258; у 1995 р. — 738 жителів. Радянську владу встановлено у січні 1918 р.
29 липня 1920 р. був створений ревком. На базі панського маєтку (Вишневського) в с. Шеметиця (нині приєднано до с. Літки) у 1924 р. була створена комуна ім. Леніна. В 1928 р. у Шеметиці була створена сільськогосподарська комуна «Селянин». У 1929 р. в Шеметиці організовано колгосп «Новий шлях». У Літках було організовано колгосп за назвою «Друга п'ятирічка». Пізніше було об'єднано шеметицький колгосп з літківським, і він отримав назву ім. Хрущова. В 1951 р. до нього приєднано колгосп «Червоний переможець» (с. Великий Ліс), а в 1958 р. колгосп дістав назву ім. Свердлова. Жертвами Голодомору 1932—1933 рр. стали 20 жителів Літок.

Братська могила радянських воїнів у Літках

На фронтах Німецько-радянської війни, у партизанських загонах і підпіллі воювали 288 жителів села, з них 89 загинули, 122 відзначено державними нагородами.
У 1927 р. в Літках існувала трирічна трудова школа, у якій навчалось 90 дітей в приміщенні хати розкуркуленого Василя Лукиші. В селі було створено пункт для ліквідації неписьменності серед дорослих і підлітків. У 1932 р. завершилося будівництво нового приміщення школи. У 1935 р. школа стала семирічною. Після звільнення району від німецько-нацистських загарбників в школі розпочалося навчання 01 вересня 1944 р. У 1948—1949 навчальному році в школі навчалося 175 учнів, яких навчали 4 вчителів. З 1949 р. школа знову стала семирічною, у ній 7 вчителів навчали 166 учнів. У 1966 р. школа стала восьмирічною. У 1971 р. до старого приміщення школи добудували нове, зі спортивною кімнатою. 1980 р. в школі налічувалося 227 учнів.
На території Літок діють школа, бібліотека, медичний пункт, відділення зв'язку, декілька магазинів, а в колишньому селі Шеметиця, яке стало частиною Літок 27 лютого 1961 р., є пам'ятка природи місцевого значення — парк, закладений на початку XIX ст. Станом на 1 січня 2013 р. проживає 227 чоловіків та 279 жінок, з них 35 чоловіків віком до 17 років, 67 — віком від 18 до 39 років, 79 — віком від 40 до 59 років, 46 — від 60 років. Жінок віком до 17 років — 65,  від 18 до 39 років — 64, від 40 до 59 років — 73, від 60 років — 77.

## Населення

### Мова
Розподіл населення за рідною мовою за даними перепису 2001 року:
| Мова       | Кількість | Відсоток |
| ---------- | --------- | -------- |
| українська | 690       | 98.72%   |
| російська  | 5         | 0.05%    |
| білоруська | 1         | 0.14%    |
| румунська  | 1         | 0.14%    |
| Усього     | 697       | 100%     |

## Відомі особи
Федотюк Петро Кузьмич (6. 08 1942 – 7.08.2008) – поет, прозаїк.